# Casatschok
Singles de Rika Zaraï
Alors je chante
(Juin 1969)
Casatschok est une chanson française de la chanteuse israélienne Rika Zaraï, dont le disque est sorti en France en janvier 1969 sous le label Philips.

## Histoire
À l'époque, Daniel Vangarde, ancien chanteur, travaillait avec Jean Kluger, apprenant la production de chansons de variétés. Jean Kluger ne savait pas quoi faire d’un disque instrumental qu’il avait enregistré sous le nom de Dimitri Dourakine, à partir de thèmes du folklore russe, dont Casatschok, inspirée de la chanson russe Katioucha.
Daniel Vangarde propose à Kluger de monter une courte chorégraphie et chanson à partir de ces danses, et de lancer le titre dans un des lieux les plus connus, alors, pour les nuits parisiennes, le Club Saint-Hilaire. C'est un succès sur la piste de danse : « A 1 h 30 du matin, c’était la folie dans la boîte. Tout le monde se déchaînait sur la piste au son du Casatschok. ».
Rika Zaraï reprend ce titre et l'enregistre chez Philips Records, son label,. Ce titre devient son premier grand tube, en 1969, dansé et chanté dans toute la France. Le disque se vend à plus de 400 000 exemplaires devenant la 11e meilleure vente de disques 45 tours de l'année 1969. Il fait l'objet de plusieurs reprises, par d'autres chanteurs ou chanteuses dans différentes langues, dont Dalida,.

## Classements
| Pays     | Meilleure position | Certification | Ventes  |
| -------- | ------------------ | ------------- | ------- |
| France   | 2                  |               | 400 000 |
| Espagne  | 25                 |               |         |
| Pays-Bas | 14                 |               |         |